# Обухович, Филипп Казимир
Филипп Казимир Обухо́вич (пол. Filip Kazimierz Obuchowicz; около 1600 — 6 сентября 1656) — государственный, военный деятель Речи Посполитой, дипломат, писатель-мемуарист.

## Биография
Представитель шляхетский род герба «Ключ» («Обухович»), владевшего имениями в Новогрудском воеводстве. Обуховичи занимали важные государственно-административные посты в Великом княжестве Литовском.
Его отец, Фёдор Обухович, служил судьей земским мозырским .
Филипп Казимир окончил Замойскую академию. Потом служил в Мозыре войским, ротмистром королевским. В 1632 году его, как знатока прав и местных обычаев, на депутатском сеймике мозырской шляхты избрали послом (депутатом) в высший апелляционный суд — Трибунал Великого княжества Литовского.
Староста гожский, цыринский и бельский.
В 1648 году Филипп Казимир Обухович послом от шляхты мозырского повета участвовал в избрании очередного короля польского и великого князя литовского на Сейме Речи Посполитой в Варшаве. Большинством голосов Посольская изба избрала его маршалком сейма. С 6 октября по 23 ноября 1648 года Филипп Обухович управлял заседаниями и огласил принятое решение: главой государства стал Ян II Казимир.
С 1649 до 1653 года Филипп Казимир Обухович служил великим писарем литовским. Возглавлял посольство, отправленное в Венгрию, а затем в Москву к царю Алексею Михайловичу для заключения оборонительного союза против крымского хана.
С 1653 года занимал должность воеводы витебского и смоленского. Последнее назначение вызвало сопротивление гетмана Я. Радзивилла и бывшего подвоеводы (заместителя воеводы) смоленского П. Вяжевича, которые не хотели пустить Обуховича в смоленский замок, настроив и взбунтовав против него солдат. Смоленская шляхта тоже выступила на сеймике против такого назначения. 21 декабря 1653 года военный гарнизон смоленской крепости открыл свои ворота перед новым воеводой. Филипп Казимир Обухович взялся за подготовку Смоленска к возможной обороне: обновлял стены, насыпал валы, подвозил в крепость провиант.
Участник русско-польской войны 1654—1667 годов. Возглавлял оборону Смоленска в 1654 году, но после долгой осады, вследствие измены наемного немецкого войска, сдал город русским. Гарнизон в 6 тысяч солдат, напрасно ожидая помощи основных войск Речи Посполитой, не смог выдержать четырёхмесячной осады и натиска 25-тысячной армии противника. Несмотря на вышеперечисленные обстоятельства, Филиппа Казимира обвинили в измене.
Летом 1655 года, когда суд сейма начал рассматривать дело о «смоленской измене», увидело свет «Послание к Обуховичу» (бел.), написанное, предположительно, шляхтичем смоленского воеводства Киприаном Камунякой. Автор послания обвинил Филиппа Казимира в усилении феодального гнёта при введении новых податей для крестьян, в аморальности, продажности и бездарности в военном деле. Не были забыты и, явные или мнимые, грехи его деда и отца. С некоторой долей издёвки автор добавляет:

«Лепей было, пане Филиппе, сядзець тебе у Липе. Увалявся есь в великую славу, як свиня у грась, горш то ся стало, коли хто упадзе у новом кожусе у густое болото, у злом разуменю, у обмовах людзких и у срамоти седзиць, як дзяцел у дупли».

В результате заступничества за Обуховича Павла Яна Сапеги и короля рассмотрение дела об измене было отложено, и Филиппу Казимиру Обуховичу предоставили возможность оправдать свою честь и репутацию в бою. Будучи полковником войска литовского, принял участие в осаде Варшавы, оккупированной шведами. Командуя полком в составе войск Сапеги, дошёл с боями до Бреста, но вскоре заболел и умер. Реабилитация Обуховича состоялась в 1658 году.
Филипп Казимир Обухович вел записки. Оставил польскоязычный «Диариуш» («дневник», опубликован в 1859 году М. Балинским), в котором описал общественно-политическую жизнь Речи Посполитой в 1630—1654 годы, военные события во время войны 1648—1654 годов и международные отношения в Восточной Европе в середине XVII века. Дневник охватывает события с 1630 до 1654 годы, содержит историю посольства в Москву и даёт немало материалов для характеристики тогдашних отношений Москвы, Польши и Литвы. Кроме того, Обухович писал стихи на латинском языке.
Похоронен в Новогрудке (Гродненская область), в иезуитском костёле.